# Mistrzostwa Świata Juniorów w Narciarstwie Klasycznym 1995
Mistrzostwa Świata Juniorów w Narciarstwie Klasycznym 1995 – zawody sportowe, które odbyły się w dniach 1 marca - 5 marca 1995 r. w szwedzkim Gällivare. Podczas mistrzostw zawodnicy rywalizowali w 8 konkurencjach, w trzech dyscyplinach klasycznych: skokach narciarskich, kombinacji norweskiej oraz w biegach narciarskich. W tabeli medalowej zwyciężyła reprezentacja Rosji, której zawodnicy zdobyli 4 złote, 1 srebrny i 2 brązowe medale.

## Program
1 marca
- Kombinacja norweska – skocznia normalna, 15 kilometrów indywidualnie (M)
- Biegi narciarskie – 5 kilometrów (K), 10 kilometrów (M)
- Skoki narciarskie – skocznia normalna indywidualnie (M)

2 marca
- Kombinacja norweska – skocznia normalna, 5 kilometrów drużynowo (M)
- Skoki narciarskie – skocznia normalna drużynowo (M)

3 marca
- Biegi narciarskie – sztafeta 4x5 kilometrów (K), 4x10 kilometrów (M)

5 marca
- Biegi narciarskie – 15 kilometrów (K), 30 kilometrów (M)

## Medaliści

### Biegi narciarskie
Mężczyźni
| Konkurencja                      | Data         | Złoto                                                                        | Srebro                                                                        | Brąz                                                                         |
| -------------------------------- | ------------ | ---------------------------------------------------------------------------- | ----------------------------------------------------------------------------- | ---------------------------------------------------------------------------- |
| Bieg na 30 km techniką dowolną   | 5 marca 1995 | Pietro Broggini                                                              | Fabio Santus                                                                  | Tore Bjonviken                                                               |
| Bieg na 10 km techniką klasyczną | 1 marca 1995 | Roman Mironow                                                                | Ivan Bátory                                                                   | Thobias Fredriksson                                                          |
| Bieg sztafetowy 4x10 km          | 3 marca 1995 | Włochy Bruno Carrara · Pietro Broggini · Fabio Santus · Freddy Schwienbacher | Rosja Andriej Szlundikow · Michaił Iwanow · Roman Mironow · Grigorij Gutnikow | Norwegia Tore Bjonviken · Sindre Brurok · Ulf-Erik Johansen · Hallgeir Viken |

Kobiety
| Konkurencja                     | Data         | Złoto                                                                        | Srebro                                                                       | Brąz                                                                     |
| ------------------------------- | ------------ | ---------------------------------------------------------------------------- | ---------------------------------------------------------------------------- | ------------------------------------------------------------------------ |
| Bieg na 15 km technika dowolną  | 5 marca 1995 | Julija Czepałowa                                                             | Kristina Šmigun                                                              | Natalja Masałkina                                                        |
| Bieg na 5 km techniką klasyczną | 1 marca 1995 | Natalja Masałkina                                                            | Kristina Šmigun                                                              | Olga Zamorozowa                                                          |
| Bieg sztafetowy 4x5 km          | 3 marca 1995 | Rosja Olga Zamorozowa · Natalja Masałkina · Jelena Rodina · Julija Czepałowa | Czechy Jana Šaldová · Marcela Kubištová · Kateřina Hanušová · Lucie Hanušová | Finlandia Virpi Kuitunen · Milla Jauho · Kati Sundqvist · Kati Pulkkinen |

### Skoki narciarskie
Mężczyźni
| Konkurencja                       | Data         | Złoto                                                                        | Srebro                                                                                         | Brąz                                                                  |
| --------------------------------- | ------------ | ---------------------------------------------------------------------------- | ---------------------------------------------------------------------------------------------- | --------------------------------------------------------------------- |
| Skocznia normalna - indywidualnie | 1 marca 1995 | Tommy Ingebrigtsen                                                           | Reinhard Schwarzenberger                                                                       | Lucas Chevalier-Girod                                                 |
| Skocznia normalna - drużynowo     | 2 marca 1995 | Niemcy Michael Schreiber · Mathias Witter · Michael Uhrmann · Alexander Herr | Austria Werner Schernthaner · Martin Zimmermann · Karl-Heinz Dorner · Reinhard Schwarzenberger | Japonia Yūzō Ikeda · Kazuya Yoshioka · Suguru Miyazaki · Sōta Okamura |

### Kombinacja norweska
Mężczyźni
| Konkurencja                                      | Data         | Złoto                                               | Srebro                                             | Brąz                                                     |
| ------------------------------------------------ | ------------ | --------------------------------------------------- | -------------------------------------------------- | -------------------------------------------------------- |
| Skocznia normalna, bieg na 10 km - indywidualnie | 1 marca 1995 | Hannu Manninen                                      | Mario Stecher                                      | Felix Gottwald                                           |
| Skocznia normalna, bieg na 3x5 km - drużynowo    | 2 marca 1995 | Austria Jürgen Bär · Mario Stecher · Felix Gottwald | Czechy Marek Fiurášek · Ladislav Rygl · Petr Šmejc | Norwegia Jacob Gunnes · Kristian Hammer · Jermund Lunder |

## Tabela medalowa
| Klasyfikacja medalowa | Klasyfikacja medalowa | Klasyfikacja medalowa | Klasyfikacja medalowa | Klasyfikacja medalowa | Klasyfikacja medalowa |
| Lp.                   | Państwo               | złoto                 | srebro                | brąz                  | złoto · srebro · brąz |
| --------------------- | --------------------- | --------------------- | --------------------- | --------------------- | --------------------- |
| 1.                    | Rosja                 | 4                     | 1                     | 2                     | 7                     |
| 2.                    | Włochy                | 2                     | 1                     | 0                     | 3                     |
| 3.                    | Austria               | 1                     | 3                     | 1                     | 5                     |
| 4.                    | Norwegia              | 1                     | 0                     | 3                     | 4                     |
| 5.                    | Finlandia             | 1                     | 0                     | 1                     | 2                     |
| 6.                    | Niemcy                | 1                     | 0                     | 0                     | 1                     |
| 7.                    | Czechy                | 0                     | 2                     | 0                     | 2                     |
| 7.                    | Estonia               | 0                     | 2                     | 0                     | 2                     |
| 9.                    | Słowacja              | 0                     | 1                     | 0                     | 0                     |
| 10.                   | Francja               | 0                     | 0                     | 1                     | 1                     |
| 10.                   | Japonia               | 0                     | 0                     | 1                     | 1                     |
| 10.                   | Szwecja               | 0                     | 0                     | 1                     | 1                     |